# GeoPort
GeoPort foi um sistema de comunicação serial usado em alguns modelos de Apple Macintosh. O GeoPort modificou o "significado" dos pinos da porta serial existente no Mac ao acrescentar um novo canal DMA de alta velocidade que permitia ao hardware de áudio interno do Mac emular vários dispositivos tais como modems e aparelhos de fax. O GeoPort podia ser encontrado nos modelos mais recentes da família de máquinas baseada no m68k (a série AV) bem como em muitos modelos Power Macintosh pré-USB. A tecnologia Apple GeoPort está agora obsoleta.

## Pinagem
A tabela abaixo mostra o nome e a função de cada um dos pinos habilitados num conector serial GeoPort quando usado nos modos GeoPort, RS-422 (LocalTalk) e RS-232.
| Nº pino | GeoPort | RS-422 | RS-232  | Nome                                                      |
| ------- | ------- | ------ | ------- | --------------------------------------------------------- |
| 1       | SCLK    | HSKo   | DTR     | Serial Clock (saída), Handshake Out, Data Terminal Ready  |
| 2       | SCLK    | HSKi   | HSKi    | Serial Clock (entrada), Handshake In                      |
| 3       | TxD-    | TxD-   | TD      | Transmit data (sinal -ve)                                 |
| 4       | GND     | GND    | GND     | Cable ground                                              |
| 5       | RxD-    | RxD-   | RD      | Receive data (sinal -ve)                                  |
| 6       | TxD+    | TxD+   | N/D     | Transmit data (sinal +ve)                                 |
| 7       | TxHS    | GPi    | CD      | Wakeup/DMA Request, General Purpose input, Carrier Detect |
| 8       | RxD+    | RxD+   | (terra) | Receive data (sinal +ve)                                  |
| 9       | (+5 V)  |        |         | Alimentação, máximo de 350 mA                             |